# Godwin Okpara
Godwin Okpara (Lagos, 20 settembre 1972) è un ex calciatore nigeriano, di ruolo difensore.

## Biografia
Nell'agosto del 2005 Okpara fu arrestato dalla polizia francese con l'accusa di aver violentato la figlia di 13 anni; nel giugno del 2007 è stato giudicato colpevole ed arrestato.

## Carriera

### Club
Messosi in luce durante il campionato mondiale di calcio Under-17 1989 perso in finale contro l'URSS, venne prelevato dal club belga del Germinal Beerschot. Dopo alcuni anni passati in Belgio, si trasferì in Francia, dove ha giocato con lo Strasburgo ed il Paris Saint-Germain. Dopo la seconda stagione con quest'ultimo club ritornò in Belgio accasandosi allo Standard Liegi, dove concluse la sua carriera al termine della stagione 2003-2004.

### Nazionale
Con la Nazionale di calcio della Nigeria ha partecipato al campionato del mondo 1998 ed al torneo olimpico di calcio del 2000.

## Palmarès

### Club

#### Competizioni nazionali
- Coppa di Lega francese: 1

Strasburgo: 1996-1997